# Catedral de Crema
La Catedral de Crema (en italiano: Duomo di Crema, Cattedrale di Santa Maria Assunta) es una catedral católica situada en Crema, en Lombardía (Norte de Italia). Dedicada a la Asunción de la Virgen María, es la sede del obispo de Crema.

## Historia
La primera catedral de la ciudad fue destruida por Federico Barbarroja en 1160. Se inició una nueva construcción en 1185, pero la construcción se detuvo en 1212, para no comenzar de nuevo hasta 1284, pero en estilo gótico. La iglesia fue terminada en 1340, con la adición en 1385 de un ábside alargado y una cripta.
La fachada es de típico estilo gótico lombardo, con un único portal coronado, en el luneto, por esculturas de la Virgen con el Niño y los santos Pantaleón y Juan Bautista sobre un friso con rostros de santos. Sobre el portal hay un gran rosetón de mármol, flanqueado por parteluces. La fachada termina en una logia con pequeñas columnas de mármol.
El campanario, en el lado derecho, data del siglo XIV, mientras que la parte superior octogonal es del siglo XVII.
El interior gótico tiene una nave y cinco pasillos.